# Ryzom
Ryzom (également connu sous le nom The Saga of Ryzom) est un jeu de rôle en ligne massivement multijoueurs (MMORPG) libre développé et édité à l’origine par le studio français Nevrax.
L'univers de Ryzom, imaginé par la société d'édition de jeux de rôles Multisim pour l'éditeur Nevrax, sort des classiques habituels que l'on rencontre dans d'autres jeux : il n'est ni heroïc fantasy (comme Dark Age of Camelot ou Ultima Online) ni cyberpunk (comme l'est Neocron). La planète où est situé le jeu s'appelle Atys et est entièrement végétale et vivante.
Le jeu nécessite pour fonctionner d'être équipé d'un système d'exploitation GNU/Linux, Mac OS X ou Windows, d'un processeur 2 GHz, de 512 Mo de mémoire vive, de 8 Go d'espace disque, d'une carte graphique compatible OpenGL 1.2 avec 32Mo de mémoire vidéo d'une connexion Internet de type ADSL.

## Historique
La société Nevrax est créée début 2000 à Paris pour imaginer et développer Ryzom, et commence par développer la technologie NeL (Nevrax Library) en la distribuant sous licence libre. Quelques années plus tard, après une période chez GOA et Wanadoo pendant les premières phases de Beta-test, c'est finalement Nevrax qui édite le jeu et le sort en 2004 en Europe et en Amérique du Nord, en version française, anglaise et allemande. En France il est distribué par MC2. Le support et l'animation sont d'abord confiés à l'allemand MDO pour les communautés francophone et germanophone, Themis pour l'Amérique du Nord et Jolt pour le Royaume-Uni et le reste de l'Europe. C'est finalement Jolt, aussi hébergeur des serveurs de jeu, qui étend son champ d'action à toutes les communautés.
En 2005, le jeu est vendu sous forme de boîte de jeu au prix de 25 €, ce qui inclut un mois de jeu, et il est ensuite nécessaire de s'abonner à un serveur qui revient selon offre à 12 € par mois. Le jeu est aussi disponible en téléchargement gratuit. Une période illimitée/gratuite d'essai est proposée dans une zone pour débutant. L'abonnement peut être réglé par carte bancaire ou avec le système PayByCash qui offre de nombreux autres moyens de paiement dont PayPal.
En 2006, la société Nevrax, en redressement judiciaire, décide de renommer le jeu, en supprimant le concept de Saga. Il porte désormais le nom de Ryzom. Le premier décembre est annoncé que toutes les inscriptions effectuées jusqu'à ce jour vont bénéficier d'un mois d'abonnement gratuit. Mais les inscriptions pour un compte payant sont closes. Il est toujours possible de s'inscrire pour un essai gratuit, mais votre compte est alors limité et ne vous donnera pas accès au territoire principal.
Fin 2006, un groupe constitué d'anciens employés de Nevrax, de joueurs de Ryzom et de personnalités du logiciel libre (dont la FSF) lancent un appel au don pour reprendre la société et diffuser le jeu sous licence libre,.
Cependant ce projet ne convainc pas le liquidateur judiciaire qui choisit, le 21 décembre 2006, la société allemande Gameforge comme repreneur.
La société Gameforge France créée pour héberger le développement de Ryzom a été placée en liquidation judiciaire le 1er octobre 2007.
Le 12 février 2008, le dernier serveur de Ryzom ferme.
Le projet Ryzom.org reprend vie.
Fin juin 2008, la société Spiderweb fait rouvrir le forum aux anciens joueurs inscrits avant la fermeture des serveurs. Une annonce sur la page www.ryzom.com "Aniro DOWN power failure! Insert a new Bolobi and reboot".
Depuis octobre 2008, les abonnements sont à nouveau accessibles. Des nouveaux patchs et modifications ont été installés dans le jeu (nouvelles missions, réactivations de plusieurs ennemis).
Il y a également un accès gratuit à l'intégralité du jeu, avec limitation à moitié de niveau (125 sur 250 au total) mais pas de restriction géographique ou de temps.
Le 6 mai 2010, le jeu est publié sous licence libre, en plaçant le code source du client, des serveurs, des outils sous AGPL, et l'ensemble du contenu sous licence CC-BY-SA.
Pour la première fois le 30 novembre 2010, les utilisateurs de GNU/Linux peuvent jouer à Ryzom avec un client natif officiel.
Le 29 septembre 2012 les trois serveurs de jeux (Aniro pour les francophones, Aristople pour les anglophones et Leanon pour les germanophones) fusionnent pour réunir les communautés de joueurs.
Depuis 2016 l'ensemble du développement, maintenance et évolution du jeu est confié à un groupe de joueurs passionnés, entre autres Ulukyn principal développeur et administrateur des serveurs.
En 2019, Ryzom se dote d'un traducteur automatique basé sur l'API de DeepL rendant la communication en jeu et par les équipes beaucoup plus facile.
Le 9 mai 2022, Ryzom baisse ses tarifs de près de moitié.

## Synopsis
Ce premier épisode de Ryzom se déroule sur Atys, une planète vivante de notre univers. Quatre races intelligentes s'efforcent de nettoyer les traces d'un désastre apocalyptique survenu trois générations plus tôt. Les civilisations d'Atys périrent sous les assauts de hordes kitins, balayant les galeries souterraines et marquant ainsi le début d'une guerre, puis d'un génocide. La plus grande partie des connaissances fut alors perdue. Aujourd'hui, deux factions : les Kamistes, protecteurs de la nature et suivants de Ma-Duk, créateur d'Atys - et la Karavan, adepte de la technologie, et vénérant la prophétesse Jena essayant de conquérir Atys et d'anéantir les Kamistes pour exploiter les richesses d'Atys. Leur but est de convaincre les réfugiés "homins" - incarnés par les joueurs - de rallier leur camp pour retrouver le chemin de leur grandeur passée et sauver Atys de ses dangers.
Une évolution notable du scénario s'est ensuivie, impliquant de ce fait les joueurs dans la Lore. De grands events organisés par une équipe d'animation composée de joueurs, auront permis ainsi de concrétiser les aspirations des deux grandes factions, par le biais de constructions d'avant postes, de temples et d'éradication de kitins.

## Caractéristiques

### Écosystèmes et civilisations
Le joueur évolue sur la partie connue de la planète Atys, qui comporte les écosystèmes suivants :
- Le désert de sciure, patrie des Fyros, fiers guerriers.
- La forêt, berceau des Matis, aristocrates ambitieux.
- La jungle, pays des Zoraïs, grands mystiques masqués.
- Les lacs, où vivent les Trykers, pacifiques et bons vivants.
- Les primes-racines, zones souterraines dangereuses mais qui recèlent les meilleures ressources.

Une attention toute particulière a été portée sur la faune et la flore d'Atys. En effet celle-ci était à l'époque considérée comme unique dans le monde des mmo et fut l'objet de nombreuses critiques positives. Beaucoup de joueurs ont donc pris plaisir à découvrir
petit à petit l'ensemble des créatures animales et végétales qui peuplent Atys.

### Systèmes de jeu
Chaque personnage incarné par un joueur (jusqu'à 5 par compte) progresse parallèlement dans plusieurs branches de compétences (pas de classe rigide) : combat, magie, récolte et artisanat. Le joueur peut composer ses propres actions en combinant des briques de compétence. Chaque brique a des effets mais aussi un coût qui doit être compensé par une contrepartie qui consomme par exemple de la vie.
Les objets (armures, armes, etc.) sont très importants et seront meilleurs s'ils sont fabriqués par un artisan, à partir de matières premières récoltées dans le sol ou sur des créatures, et sélectionnées. La récolte consiste d'abord à prospecter une zone (à l'aide d'une combinaison de briques de recherche plus ou moins ciblée) puis à extraire, seul ou aidé par d'autres joueurs, des matières premières à partir de "sources" en essayant de favoriser la qualité obtenue, tout en évitant les éventuels dégâts que les sources peuvent infliger (en cas de dégagement de gaz toxique par exemple). Il est maintenant aussi possible pour les artisans de laisser un commentaire dans la description de leurs créations, au même titre qu'une signature, un manuel, une dédicace ou tout ce que l'imagination peut permettre.
Les combattants se mesurent à des créatures pacifiques ou agressives, vivant généralement en groupe. Certaines créatures hostiles à l'allure de gros insectes, les Kitins, envahissent parfois massivement des zones, à l'occasion d'événements de jeu au cours desquels les joueurs doivent se rassembler pour vaincre. Certains de ces événements font avancer la trame globale de l'histoire de Ryzom en fonction des résultats.
Les choix des joueurs ont une influence progressive sur la renommée de leur personnage, qui leur ouvre des possibilités dépendant du camp (faction, civilisation, etc.) qu'ils favorisent. Quelques rites (missions scénarisées) permettent d'en apprendre plus sur le monde tout en gagnant de l'expérience.
Les combats entre joueurs (PvP) ont été progressivement développés depuis la sortie du jeu. Fin 2005, sont apparus les avant-postes qui permettent aux guildes de s'affronter pour la conquête de territoires.

### Version d'évaluation
Un avantage de Ryzom est la possibilité pour les joueurs ne souhaitant pas se lancer dans l'aventure d'un jeu payable mensuellement, de tester une grande partie des fonctionnalités de Ryzom et de son extension Ryzom Ring. En effet, le jeu est disponible en téléchargement depuis le site officiel et donne accès à un test pouvant s'étendre jusqu'au niveau 125. Le joueur débarque alors sur l'île de Silan, camp réservé aux débutants mais comportant une gamme de paysages variés et de nombreuses possibilités de quêtes à effectuer ou non. Ainsi, libre à chacun de tester toutes les branches de spécialisation des personnages, d'effectuer les quêtes de base, et d'explorer ce morceau représentatif d'Atys, ou encore de partir sur le continent et y rejoindre la communauté déjà installée.

### La coopération avant tout
Ryzom se veut avant toute chose un jeu propice aux relations entre les joueurs. L'interface de jeu inclut pour chacun une fenêtre de discussion permanente. Un canal Univers par communauté linguistique francophone, germanophone et anglophone est visible par tous les joueurs indépendamment du placement de leur personnage, permet aux joueurs plus expérimentés de répondre aux questions des nouveaux venus. Lorsque les demandes sont plus liées à des quêtes ou autres raisons propres à la localisation, le canal région prend le relais, visible par les joueurs de la même région (la carte de chaque pays étant divisée en quelques régions). Un canal alentours permet quant à lui de ne pas polluer les autres canaux, en discutant avec les personnages à proximité quasi immédiate. Un canal de faction (Kami ou Karavan) est aussi accessible si le personnage a accompli certaines actions. Enfin, les joueurs regroupés en équipe disposent d'un canal qui leur est réservé, de même que les guildes peuvent profiter d'un dernier.
Des commandes spéciales permettent à tout moment de voir qui est en ligne, qui se trouve dans sa région, et si des maîtres de jeu sont en ligne.

## Extensions
Ryzom Ring est la première extension gratuite du jeu. Elle permet aux joueurs de créer et d'animer leurs propres scenarios de jeu de rôle dans l'univers de Ryzom. L'extension est disponible en version bêta pour tous les abonnés depuis le mardi 12 septembre 2006.
Le Ring est sorti officiellement le 3 octobre 2006.
Les ressources disponibles pour les joueurs souhaitant créer des scénarios sur le Ring dépendent de leur connaissance de la planète Atys. En effet, un lot de mobs, de PNJ, et d'éléments de décor est débloqué à chaque fois qu'un joueur découvre dans le jeu de base un "respawn point", point de résurrection. Cela permet de mettre en place des quêtes dès les premiers pas de joueur, et d'élargir les horizons au fur et à mesure de l'expérience acquise dans l'univers persistant Ryzom.

### Site internets
- Site officiel
- Le wiki officiel de Ryzom et son wiki de développement ouvert